# Will Rogers Jr.
William Vann Rogers, generalmente conocido como Will Rogers Jr. (20 de octubre de 1911–9 de julio de 1993), fue un político, escritor y editor de periódicos estadounidense. Fue hijo del humorista estadounidense Will Rogers (1879–1935) y su esposa, Betty Blake (1879–1944). Fue miembro del Congreso por parte del Partido Demócrata en representación de California entre el 3 de enero de 1943 y el 23 de mayo de 1944, momento en que dejó el cargo para volver al Ejército de los Estados Unidos. Rogers tuvo otras actividades, destacando la de propietario y editor de prensa, actor, escritor y comentarista político.

## Biografía
Rogers nació en la ciudad de Nueva York, donde trabajaba su padre. Sin embargo, se crio en Beverly Hills (California), estudiando allí.  Recibió el título de Bachelor of Arts de la Universidad de Stanford en 1935.  Tras finalizar sus estudios trabajó como editor del periódico Beverly Hills Citizen, una tarea en la que continuó hasta 1953. Había sido nombrado subteniente del Reserve Officers' Training Corps, pero no llegó al servicio activo. Cuando los Estados Unidos entraron en la Segunda Guerra Mundial, sin embargo, se alistó como soldado raso en junio de 1942, y fue destinado a la artillería al mes siguiente, siendo asignado al 893 Batallón Cazacarros.
En esa época Rogers fue elegido para la Cámara de Representantes de California, y tomó juramento el 3 de enero de 1943. Formó 78 Congreso de los Estados Unidos, aunque no llegó a completar su período, volviendo al Ejército tras renunciar a su escaño el 23 de mayo de 1944. Fue entonces destinado al 814 Batallón Cazacarros y sirvió en la Campaña Europea encuadrado en el Tercer Ejército de los Estados Unidos bajo el mando de George Patton. Rogers fue herido en acción y recibió una Estrella de Bronce. Finalizó su servicio el 1 de marzo de 1946.
Más adelante, ese mismo año, Rogers ganó la nominación por el Partido Demócrata para ser Senador por California, pero perdió en noviembre las elecciones ante William F. Knowland. Rogers fue delegado en la Convención Nacional del Partido Demócrata en 1948, 1952, y 1956. Otros de sus servicios gubernamentales fueron mandatos como miembro de la Comisión Californiana de Parques (1958–1962; presidente 1960–1962), y asistente especial de la Comisión de Asuntos Indios durante la Administración de Lyndon B. Johnson (1967–1969).
Rogers tuvo una pequeña carrera como actor y ganó fama por interpretar a su padre (con quien guardaba un gran parecido), particularmente en The Story of Will Rogers (1952). También trabajó con frecuencia en la antología televisiva de la década de 1950 Schlitz Playhouse of Stars. Rogers fue "Tom Brewster" en The Boy from Oklahoma, un Western de 1954 dirigido por Michael Curtiz, y que fue la base para la serie televisiva de 1957 Sugarfoot, aunque el estudio escogió a Will Hutchins para hacer el papel de Rogers en la versión televisiva. Rogers fue uno de los varios actores que presentaron la reposición de Death Valley Days (un trabajo originalmente llevado a cabo por Ronald Reagan), emitiéndose sus episodios bajo el título de The Pioneers. Durante una temporada en 1958, fue presentador del show matinal de la CBS, siendo reemplazado más adelante por Jimmy Dean.
En sus últimos años Rogers se retiró a su rancho en Tubac, Arizona. Con mala salud tras sufrir varios ictus, tener problemas cardiacos y haber sido sometido a una intervención para ponerle una prótesis de cadera, Rogers se suicidó en 1993, a los 81 años de edad. Fue enterrado junto a su esposa en el Cementerio de Tubac.